# Avelino Arias Soto
Avelino Arias Soto (Quiroga, Lugo, 1936-San Fernando, Cádiz, 16 de marzo de 2007) fue un político español. Ha sido alcalde de San Fernando desde 1979 a 1989, llegando a ser Avelino Arias el primer alcalde electo democráticamente tras la muerte de Francisco Franco, siendo cofundador del Partido Socialista de Andalucía, antecesor histórico del Partido Andalucista (PA)

## Biografía
Realiza sus estudios de Comercio, para así diplomarse como delineante. En los años cincuenta colabora con el partido Comunista en la clandestinidad, y en la siguiente década es cuando se traslada a Andalucía, primero al Puerto de Santa María y después a San Fernando, donde empezaría de la mano de Alejandro Rojas-Marcos para así fundar el Partido Socialista de Andalucía, antecesor histórico del Partido Andalucista. 
En las municipales de 1979 es investido alcalde de San Fernando, y en 1989, tras la renuncia a la alcaldía de la ciudad, ya es cuando comienza a militar con el Partido Socialista Obrero Español. En 1980 es elegido secretario general del PSA y miembro del comité nacional. Además, en ese momento es cuando su partido cambia de estatutos para convertirse en el Partido Andalucista, y por último, en el ámbito político, Avelino Arias soto se marcha del PSOE. 
Por último, en 2003 se va completamente de la política, abriendo días después un pequeño comercio en San Fernando.
Su gestión como alcalde son la reestructuración democrática del Ayuntamiento de San Fernando, la ampliación del Bahía Sur, numerosas obras de rehabilitación de la ciudad, la recuperación del Teatro de las Cortes y la apertura y acceso de la playa de Camposoto.
Avelino Arias Soto fallece el 16 de marzo de 2007 en San Fernando, provincia de Cádiz.